# Os Casagrandes
Os Casagrandes (no original, The Casagrandes) é uma série de televisão de animação americana transmitida na Nickelodeon. A animação é um spin-off de The Loud House, criado por Chris Savino, centra-se na família Casagrande, cuja situação é semelhante à da família Loud. A estreia da série aconteceu no dia 14 de outubro de 2019.
A série acabou sendo renovada para uma segunda temporada em fevereiro de 2020.
Antes mesmo de começar a segunda temporada, a animação foi renovada para uma terceira temporada, prevista para estrear em 2021. A série chegou ao fim em 30 de setembro de 2022.

## Enredo
Os Casagrandes apresenta Ronnie Anne e seu irmão Bobby Santiago enquanto se adaptam à nova vida na cidade de Great Lakes (baseada em Chicago), onde agora vivem com sua grande, amável e caótica família multi-geracional, os Casagrandes. Na série, Ronnie Anne faz novos amigos, constrói laços mais fortes com seus parentes e explora as infinitas possibilidades da vida na cidade enquanto que Bobby ajuda o vovô Hector a administrar o mercadinho e se familiariza com os personagens peculiares do bairro.

## Elenco

### Famíla Casagrande
- Izabella Alvarez como Ronalda "Ronnie" Anne Santiago: A irmã mais nova de Bobby e amiga de Lincoln Loud, que agora é a protagonista de seu próprio programa.
- Carlos PenaVega como Roberto "Bobby" Alejandro Martinez-Millan Luis Santiago Jr.: O namorado de Lori Loud que, antes de se mudar vivia mudando de emprego é agora administrador do mercadinho de sua família.
- Sumalee Montano como Maria Santiago: Mãe de Bobby e de Ronnie Anne.
- Sonia Manzano como Rosa Casagrande: Avó da família Casagrande, que constantemente faz seus netos e filhos fazerem refeições e administra o prédio onde moram os Casagrandes.
- Ruben Garfias como Hector Casagrande: Avô da família Casagrande, proprietário do Mercadinho.
- Carlos Alazraqui como 
  - Carlos Casagrande Sr.: O pai dos irmãos Casagrande e marido de Frida, que adora ler livros constantemente, e isso faz com que ele se distraia sobre o que acontece ao seu redor.
  - Sergio: O papagaio da família Casagrande.
- Roxana Ortega como:
  - Frida Puga Casagrande: Tia de Ronnie Anne e Bobby, mãe dos irmãos Casagrande, esposa de Carlos e fotógrafa, é muito atenciosa e dramática.
  - Carlitos Casagrande: O filho recém-nascido de Frida e Carlos, que está sempre repetindo o que sua família diz.
- Alexa PenaVega como Carlota Casagrande: A filha mais velha de Carlos e Frida, tal como Lori Loud tem 17 anos, é fashionista e se preocupa sempre com sua aparência, é uma pessoa gentil, porém, sempre tenta convencer Ronnie Annie a usar um visual mais feminino.
- Jared Kozak como Carlos Jr. "CJ" Casagrande: O filho de 13 anos de Frida e de Carlos, ele tem síndrome de Down e adora brincar de pirata e é muito perspicaz.
- Alex Cazares como Carlino "Carl" Casagrande: O filho de seis anos de Frida e Carlos, Carl se considera muito inteligente e mais belo que todos, frequentemente ele adora revirar o quarto de Carlota.
- Eugenio Derbez como Dr. Arturo Santiago: Pai de Bobby e Ronnie Anne e ex-marido de Maria, que trabalhava como médico voluntário em uma aldeia no Peru. Se mudou para Great Lakes no episódio "Operation Dad".[8][9]

### Famíla Chang
- Leah Mei Gold como Sid Chang: A filha de 12 anos de Stanley e Becca e a nova melhor amiga de Ronnie Anne.[9]
- Lexi Sexton como Adelaide Chang: A filha de seis anos de Stanley e Becca, irmã de Sid.[9]
- Ken Jeong como Stanley Chang: Um condutor de trem amigável que é casado com Becca Chang e é pai de Sid e Adelaide.[8][9]
- Melissa Joan Hart como Becca Chang: Zoóloga, esposa de Stanley e mãe de Sid e Adelaide.[8][9]

## Dubladores
| Personagem  | Dublador                                          | Dobrador         |
| ----------- | ------------------------------------------------- | ---------------- |
| Ronnie Anne | Pamella Rodrigues                                 | Teresa Macedo    |
| Bobby       | Rodrigo Antas                                     | Tiago Matias     |
| Hector      | José Santa Cruz/André Bellisar                    | Luís Barros      |
| Rosa        | Jeane Dantas/Sheila Dorfman                       | Adriana Moniz    |
| Maria       | Luísa Viotti                                      | Paula Pais       |
| Arturo      | Gabriel Oliveira/Airam Pinheiro                   | Tiago Matias     |
| Carlos      | Cafi Balloussier                                  | Tiago Matias     |
| Frida       | Aline Esteves                                     | Raquel Ferreira  |
| Carlota     | Natali Pazete                                     | Inês Marques     |
| CJ          | Victor Hugo Fernandes                             |                  |
| Carl        | Pablo Argôllo                                     | Carla Garcia     |
| Carlitos    | Carol Albuquerque/Jeane Marie/Christiane Monteiro |                  |
| Sergio      | Sérgio Stern                                      |                  |
| Sid         | Amanda Brígido                                    | Sandra de Castro |
| Adelaide    | Lara Leão                                         |                  |
| Sra. Chang  | Andrea Suhett                                     |                  |
| Sr. Chang   | Gabriel Oliveira                                  |                  |
| Lincoln     | Wirley Contaifer                                  | Sandra de Castro |
| Lori        | Carina Eiras                                      | Paula Pais       |
| Nakamura    | Guto Nejaim                                       |                  |
| Par         | Pedro Crispim                                     |                  |
| Vito        | Anderson Coutinho/Jorge Vasconcelos               |                  |
| Margarita   | Fernanda Zau                                      |                  |
| Maybelle    | Sheila Dorfman/ Marta Cohen                       |                  |
| Casey       | Rodrigo Ribeiro                                   |                  |
| Sameer      | João Cappelli                                     |                  |
| Nikki       | Isabella Simi                                     |                  |
| Camila      | Agnes Lealt                                       |                  |

| Créditos de Dublagem | Brasil                         | Portugal |
| -------------------- | ------------------------------ | -------- |
| Direção de Dublagem  | Jorge Vasconcelos              | ¿?       |
| Tradução             | Eulália Féo/ Paloma Nascimento | ¿?       |
| Estúdio de Dublagem  | Som de Vera Cruz               | ¿?       |

## Produção
Em 6 de março de 2018, foi anunciado que a Nickelodeon estava desenvolvendo um spin off de The Loud House sob o título de trabalho de Los Casagrandes. A produção da série foi autorizada pela Nickelodeon em julho de 2018 e teria originalmente uma temporada de 20 episódios. Em uma ideia inovadora, a família seria introduzida em um arco de histórias de The Loud House que contou com cinco episódios. Em uma entrevista, a artista de storyboard de The Loud House, Diem Doan, confirmou em seu Instagram que a série derivada foi renomeada com o título atual e que ela estrearia no dia 14 de outubro de 2019. No dia 19 de fevereiro de 2020, a Nickelodeon anunciou a primeira renovação da série e que a segunda temporada provavelmente estrearia no outono de 2020.

## Episódios
| Temporadas | Temporadas | Episódios | Segmentos | Exibição original      | Exibição original      | Exibição no Brasil     | Exibição no Brasil     | Exibição em Portugal | Exibição em Portugal  |
| Temporadas | Temporadas | Episódios | Segmentos | Estreia                | Final                  | Estreia                | Final                  | Estreia              | Final                 |
| ---------- | ---------- | --------- | --------- | ---------------------- | ---------------------- | ---------------------- | ---------------------- | -------------------- | --------------------- |
|            | 1          | 20        | 38        | 19 de outubro de 2019  | 23 de outubro de 2020  | 3 de abril de 2020     | 27 de novembro de 2020 | 20 de abril de 2020  | 24 de janeiro de 2021 |
|            | 2          | 20        | 37        | 9 de outubro de 2020   | 10 de dezembro de 2021 | 15 de dezembro de 2020 | 20 de janeiro de 2022  | 10 de maio de 2021   | 22 de março de 2022   |
|            | 3          | 20        | 37        | 17 de setembro de 2021 | 30 de setembro de 2022 | 21 de janeiro de 2022  | 13 de maio de 2023     | 23 de março de 2022  | 1 de dezembro de 2022 |

## Prêmios e indicações
| Ano  | Prêmio                   | Categoria                                           | Indicação        | Resultado | Ref.   |
| ---- | ------------------------ | --------------------------------------------------- | ---------------- | --------- | ------ |
| 2020 | NAMIC Vision Awards      | Animação                                            | The Casagrandes  | Indicado  | [ 12 ] |
| 2020 | 47th Daytime Emmy Awards | Melhor Série Animada Infantil                       | The Casagrandes  | Indicado  | [ 13 ] |
| 2020 | 47th Daytime Emmy Awards | Melhor Música Tema Principal de um Programa Animado | The Casagrandes  | Venceu    | [ 14 ] |
| 2020 | Imagen Awards            | Melhor Programa Infantil                            | The Casagrandes  | Indicado  | [ 15 ] |
| 2020 | Imagen Awards            | Melhor Ator Infantil - Televisão                    | Izabella Alvarez | Venceu    | [ 15 ] |